# Hyacint-slægten
Hyacint-slægten (Hyacinthus) er en planteslægt, hvor der kun findes tre arter:
| Arter |

- Hyacinthus litwinowii
- Almindelig Hyacint (Hyacinthus orientalis)
- Hyacinthus transcaspicus